# 630-й истребительный авиационный полк
630-й истребительный авиационный полк (630-й иап) — воинская часть Военно-воздушных сил (ВВС) Вооружённых Сил РККА, принимавшая участие в боевых действиях Великой Отечественной войны.

## История наименований полка
За весь период своего существования полк несколько раз менял своё наименование:
- 630-й истребительный авиационный полк;
- 762-й истребительный авиационный полк;
- 762-й смешанный авиационный полк;
- 762-й ночной бомбардировочный авиационный полк.

## История полка
630-й истребительный авиационный полк начал формироваться 4 ноября 1941 года в ВВС Северо-Кавказского военного округа на базе Краснодарской ВАШП по штату 015/174 на самолётах И-16 на основании приказа Командующего ВВС СКВО. Окончив формирование полк был передан в оперативное подчинение командиру 2-го минно-торпедного авиационного полка 63 авиационной бригады ВВС Черноморского флота, где вступил 11 ноября 1941 года в боевые действия против фашистской Германии на самолётах И-16 в Крыму.
Первая известная воздушная победа полка в Отечественной войне одержана 12 ноября 1941 года: старший лейтенант Орехов А. И. в воздушном бою в районе г. Керчь сбил немецкий истребитель Ме-109 (Messerschmitt Bf.109).
17 ноября полк вошёл в состав авиационной группы полковника Гиля, действовавшей в составе ВВС 56-й армии Южного фронта, где принимал участие в Ростовской операции с 17 ноября 1941 года по 2 декабря 1941 года.
1 января 1942 года полк был переименован в 762-й истребительный авиационный полк.
В составе действующей армии полк находился с 11 ноября 1941 года по 1 января 1942 года.

## Командиры полка
- капитан, майор Арбатов Борис Петрович[3], 11.11.1941 — 01.01.1942

## В составе соединений и объединений
| Период        | Фронт (округ)                   | армия                   | корпус                   | дивизия                              | примечание             |
| ------------- | ------------------------------- | ----------------------- | ------------------------ | ------------------------------------ | ---------------------- |
| 04.11.1941 г. | Северо-Кавказский военный округ | ВВС округа              |                          |                                      | И-16                   |
| 11.11.1941 г. | Черноморский флот               | ВВС Черноморского флота | 63-я авиационная бригада | 2-й минно-торпедный авиационный полк | оперативное подчинение |
| 17.11.1941 г. | Южный фронт                     | 56-я армия              | ВВС 56-й армии           | авиационная группа Гиля              |                        |
| 01.01.1942 г. | Южный фронт                     | 56-я армия              | ВВС 56-й армии           | авиационная группа Гиля              | переименован           |

## Участие в операциях и битвах
- Крымская оборонительная операция —— с 11 ноября 1941 года по 17 ноября 1941 года.
- Ростовская наступательная операция (1941) —— с 17 ноября 1941 года по 5 декабря 1941 года.

## Отличившиеся воины
- Фадеев Вадим Иванович, лётчик полка, удостоен звания Герой Советского Союза Указом Президиума Верховного Совета СССР от 24 мая 1943 года будучи гвардии капитаном, командиром эскадрильи 16-го гвардейского истребительного авиационного полка 216-й смешанной авиационной дивизии 4-й воздушной армии. Посмертно.

## Самолёты на вооружении
| Период            | Самолёты | Фото |
| ----------------- | -------- | ---- |
| 11.1941 — 01.1942 | И-16     | И-16 |